# PBZ Zagreb Indoors 2014
PBZ Zagreb Indoors 2014 byl tenisový turnaj pořádaný jako součást mužského okruhu ATP World Tour, který se hrál v areálu na krytých dvorcích s tvrdým povrchem. Konal se mezi 3. až 9. únorem 2014 v chorvatském hlavním městě Záhřebu jako 10. ročník turnaje.
Turnaj s rozpočtem 485 760 dolarů patřil do kategorie ATP World Tour 250. Nejvýše nasazeným hráčem ve dvouhře byla světová dvanáctka Tommy Haas z Německa, která ve finále nestačila na chorvatského obhájce titulu Marina Čiliće.

## Mužská dvouhra

### Nasazení
| Stát       | Hráč                  | ATP1) | Nasazení |
| ---------- | --------------------- | ----- | -------- |
| Německo    | Tommy Haas            | 12.   | 1.       |
| Rusko      | Michail Južnyj        | 14.   | 2.       |
| Německo    | Philipp Kohlschreiber | 27.   | 3.       |
| Chorvatsko | Ivan Dodig            | 34.   | 4.       |
| Chorvatsko | Marin Čilić           | 37.   | 5.       |
| Česko      | Lukáš Rosol           | 48.   | 6.       |
| Česko      | Radek Štěpánek        | 50.   | 7.       |
| Nizozemsko | Igor Sijsling         | 62.   | 8.       |

- 1) Žebříček ATP k 27. lednu 2014.

### Jiné formy účasti
Následující hráči obdrželi divokou kartu do hlavní soutěže:
- Borna Ćorić
- Mate Delić
- Ante Pavić

Následující hráči postoupili z kvalifikace:
- Michael Berrer
- Peđa Krstin
- Andrej Kuzněcov
- Björn Phau
  -  Daniel Evans – jako šťastný poražený

### Odhlášení
před zahájením turnaje
- Grigor Dimitrov
- Feliciano López
- Florian Mayer
- Jürgen Melzer (poranění ramena)
- Milos Raonic (poranění dolní končetiny)
- Radek Štěpánek (poranění paty)
- Janko Tipsarević (poranění Achillovy šlachy)

## Mužská čtyřhra

### Nasazení
| Stát       | Hráč              | Stát       | Hráč          | ATP1) | Nasazení |
| ---------- | ----------------- | ---------- | ------------- | ----- | -------- |
| Chorvatsko | Ivan Dodig        | Brazílie   | Marcelo Melo  | 11.   | 1.       |
| Nizozemsko | Jean-Julien Rojer | Rumunsko   | Horia Tecău   | 50.   | 2.       |
| Švédsko    | Johan Brunström   | Rakousko   | Julian Knowle | 78.   | 3.       |
| Chorvatsko | Marin Draganja    | Chorvatsko | Mate Pavić    | 115.  | 4.       |

- 1) Žebříček ATP k 27. lednu 2014; číslo je součtem umístění obou členů páru.

### Jiné formy účasti
Následující páry obdržely divokou kartu do hlavní soutěže:
- Toni Androić /  Marin Čilić
- Dino Marcan /  Nikola Mektić

### Odstoupení
v průběhu turnaje
- Michail Južnyj (onemocnění)

## Přehled finále

### Mužská dvouhra
- Marin Čilić vs.  Tommy Haas, 6–3, 6–4

### Mužská čtyřhra
- Jean-Julien Rojer /  Horia Tecău vs.  Philipp Marx /  Michal Mertiňák, 3–6, 6–4, [10–2]